# Rachunek bankowy
Treść tego artykułu od 2025-03 należy opracować w taki sposób, aby nie uwypuklała nadmiernie polskiej specyfiki / aby nie zawężała się tylko do polskich warunków
Dokładniejsze informacje o tym, co należy poprawić, być może znajdują się w dyskusji tego artykułu.
 Po wyeliminowaniu niedoskonałości należy usunąć szablon {{Dopracować}} z tego artykułu.
Rachunek bankowy, konto bankowe – rachunek prowadzony przez bank na podstawie umowy rachunku bankowego zawartej z jego posiadaczem (albo posiadaczami, gdyż rachunek bankowy może być prowadzony także dla kilku osób fizycznych). Posiadacz rachunku bankowego może swobodnie dysponować środkami pieniężnymi zgromadzonymi na rachunku bankowym, o ile w umowie z bankiem nie zostały zawarte postanowienia ograniczające swobodę dysponowania tymi środkami.

## Umowa rachunku bankowego
Umowa rachunku bankowego jest zawierana na piśmie na czas oznaczony lub nieoznaczony. Ma ona charakter cywilnoprawny, a zasady dotyczące jej zawierania regulują: kodeks cywilny i prawo bankowe.
Umowa rachunku bankowego powinna określać w szczególności: strony umowy, rodzaj otwieranego rachunku, jego walutę oraz czas trwania umowy, a także (o ile strony zastrzegą oprocentowanie zgromadzonych na rachunku środków pieniężnych) wysokość oprocentowania, przesłanki dopuszczalności jego zmiany przez bank, terminy wypłaty należnych odsetek, terminy ich wypłaty, postawienia do dyspozycji lub kapitalizacji. Ponadto umowa rachunku bankowego powinna określać wysokość prowizji i opłat za czynności związane z jej wykonywaniem, formy i zakres rozliczeń pieniężnych dokonywanych na polecenie posiadacza rachunku (w tym terminy ich realizacji), przesłanki i tryb dokonywania zmian w umowie oraz jej rozwiązania.
W umowie rachunku bankowego bank zobowiązuje się do przechowywania środków pieniężnych posiadacza rachunku oraz (o ile umowa rachunku tak stanowi) do dokonywania na jego zlecenie rozliczeń pieniężnych. Bank zobowiązany jest do dokładania szczególnej staranności w zakresie zapewnienia bezpieczeństwa przechowywanych na rachunku środków pieniężnych, a także do zachowania tajemnicy bankowej.
Załącznikiem do umowy rachunku bankowego jest karta wzorów podpisów zawierająca nazwiska osób upoważnionych do dysponowania rachunkiem oraz wzory ich podpisów.
Bank zobowiązany jest do realizacji dyspozycji płatniczych zleconych przez posiadacza rachunku bez zbędnej zwłoki. Bank odpowiada za szkody spowodowane niewykonaniem lub nienależytym wykonaniem takiej dyspozycji. Zgodnie z obowiązującymi przepisami prawa bankowego (o ile umowa rachunku bankowego nie stanowi inaczej) umowa rachunku bankowego ulega rozwiązaniu, jeśli w ciągu dwóch lat nie dokonano na rachunku żadnych obrotów poza dopisywaniem odsetek, a stan środków pieniężnych na tym rachunku nie przekracza kwoty minimalnej określonej w umowie rachunku bankowego.

## Rodzaje rachunków bankowych
Prawo bankowe określa rodzaje rachunków, które mogą prowadzić banki. Są to:
- rachunki rozliczeniowe, w tym bieżące i pomocnicze – służą do przeprowadzania rozliczeń, tj. otrzymywania należności i regulowania zobowiązań; mogą być prowadzone wyłącznie dla osób prawnych, jednostek organizacyjnych nieposiadających osobowości prawnej (o ile posiadają zdolność prawną) oraz osób fizycznych prowadzących działalność zarobkową na własny rachunek, w tym dla osób będących przedsiębiorcami; rachunki lokat terminowych - służą do przechowywania nadwyżek finansowych przez okres wynikający z umowy z bankiem; mogą być prowadzone wyłącznie dla podmiotów wymienionych wyżej,
- rachunki oszczędnościowe, rachunki oszczędnościowo-rozliczeniowe oraz rachunki terminowych lokat oszczędnościowych – mogą być prowadzone wyłącznie dla osób fizycznych, szkolnych kas oszczędnościowych oraz pracowniczych kas zapomogowo-pożyczkowych,
- rachunki powiernicze – na tych rachunkach mogą być gromadzone wyłącznie środki pieniężne powierzone posiadaczowi rachunku na podstawie odrębnej umowy przez osobę trzecią.

## Numeracja rachunków bankowych
Każdy rachunek bankowy posiada swój indywidualny numer. Sposób numeracji rachunków bankowych określa w drodze zarządzenia Prezes Narodowego Banku Polskiego. Obecnie do identyfikacji rachunków bankowych w rozliczeniach stosuje się tzw. NRB, czyli 26-znakowy Numer Rachunku Bankowego lub IBAN (ang. International Bank Account Number), tj. 28-znakowy Międzynarodowy Numer Rachunku Bankowego.

## Podstawowy Rachunek Płatniczy
Od sierpnia 2018 roku każdy bank w Polsce ma prawnie nałożony obowiązek prowadzić swoim klientom indywidualnym Podstawowy Rachunek Płatniczy. Obowiązek ten wynika z ustawy z dnia 30 listopada 2016 r. o zmianie ustawy o usługach płatniczych oraz niektórych innych ustaw (Dz.U. z 2016 r. poz. 1997) wprowadzającej w Polsce unijną dyrektywę PAD (Payment Accounts Directive). Podstawowy rachunek płatniczy przeznaczony jest dla konsumentów, którzy nie posiadają innego rachunku płatniczego w walucie polskiej, prowadzonego przez dostawcę na terytorium Rzeczypospolitej Polskiej, który umożliwia wykonywanie transakcji przewidzianych dla rachunku podstawowego.
W ramach Podstawowego rachunki Płatniczego banki muszą zapewnić:
- Brak opłaty za rachunek płatniczy,
- 5 bezpłatnych transakcji z rachunku w miesiącu,
- 5 darmowych wypłat z wszystkich bankomatów w Polsce[2].